# Mirax (небоскрёб)
Миракс-Плаза (укр. Міракс-плаза, англ. Mirax Plaza) — строящийся 46-этажный многофункциональный небоскрёб в Киеве. Расположен в Шевченковском районе за пределами центра города (муниципальный адрес: улица Глубочицкая, 43). После завершения строительства должен стать самым высоким зданием Украины (около 192 м), превысив высоту БЦ «Carnegie Center + Tower» (168 м).
По проекту здание отвечает стандарту класса «А» офисного здания. Строительство небоскрёба официально началось 22 декабря 2006 и должно было закончиться в конце 2010 года. Но в связи с финансовым кризисом строительство было приостановлено.
В мае 2009 года Mirax Group вела переговоры с AEON Corporation о продаже проекта. Через 6 месяцев AEON Corporation приобрела проект и объявила о своих планах исправить текущий архитектурный концепт и продолжить строительство осенью 2010 года. Однако в 2011 году корпорация Mirax Group заявила о прекращении существования и передаче объекта партнёрам.

## Состав комплекса
В состав комплекса входят:
- офисно-торговый комплекс
- оздоровительный комплекс
- апартаменты
- подземные и наземные паркинги
- культурно-рекреационная зона с парком и аллеями

На верхних этажах запланирован осмотрительный центр и ресторан, из окон которого будет виден исторический центр Киева. Доставка посетителей будет обеспечена панорамными лифтами.
На крыше запланирована вертолётная площадка.

## Проектные характеристики объекта
- площадь земельного участка — 3,0088 га
- площадь застройки — 23 008 м²
- общая площадь комплекса — 301 560 м²
- общая площадь офисного центра — 178 100 м²
- общая площадь апартаментов — 19 900 м²
- площадь оздоровительного центра — 6 000 м²
- общая площадь торгового центра — 18 700 м²
- количество мест в паркингах — 2000

## Дополнительные характеристики
- артезианские скважины (глубина юрского периода)
- автономное отопление
- вольная планировка помещений
- цифровая телефония, ТВ, Интернет
- витражное остекление
- центральная кросс-система для силового электроснабжения
- диспетчеризация, автоматизированное центральное управление инженерными системами лифтов системы TWIN.